# Umma (islam)

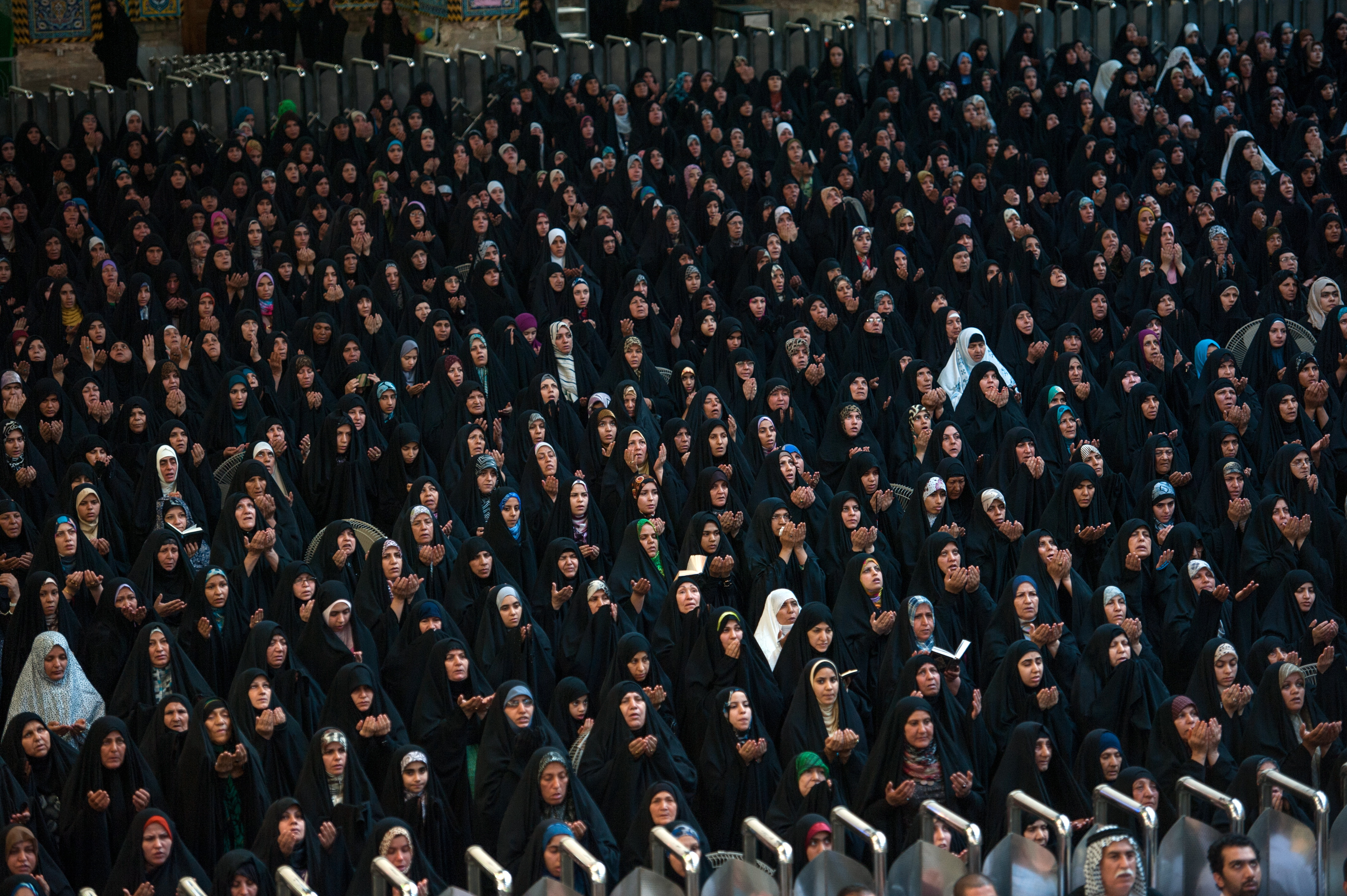
La umma es considerada la sustancia que entrelaza a toda la comunidad musulmana

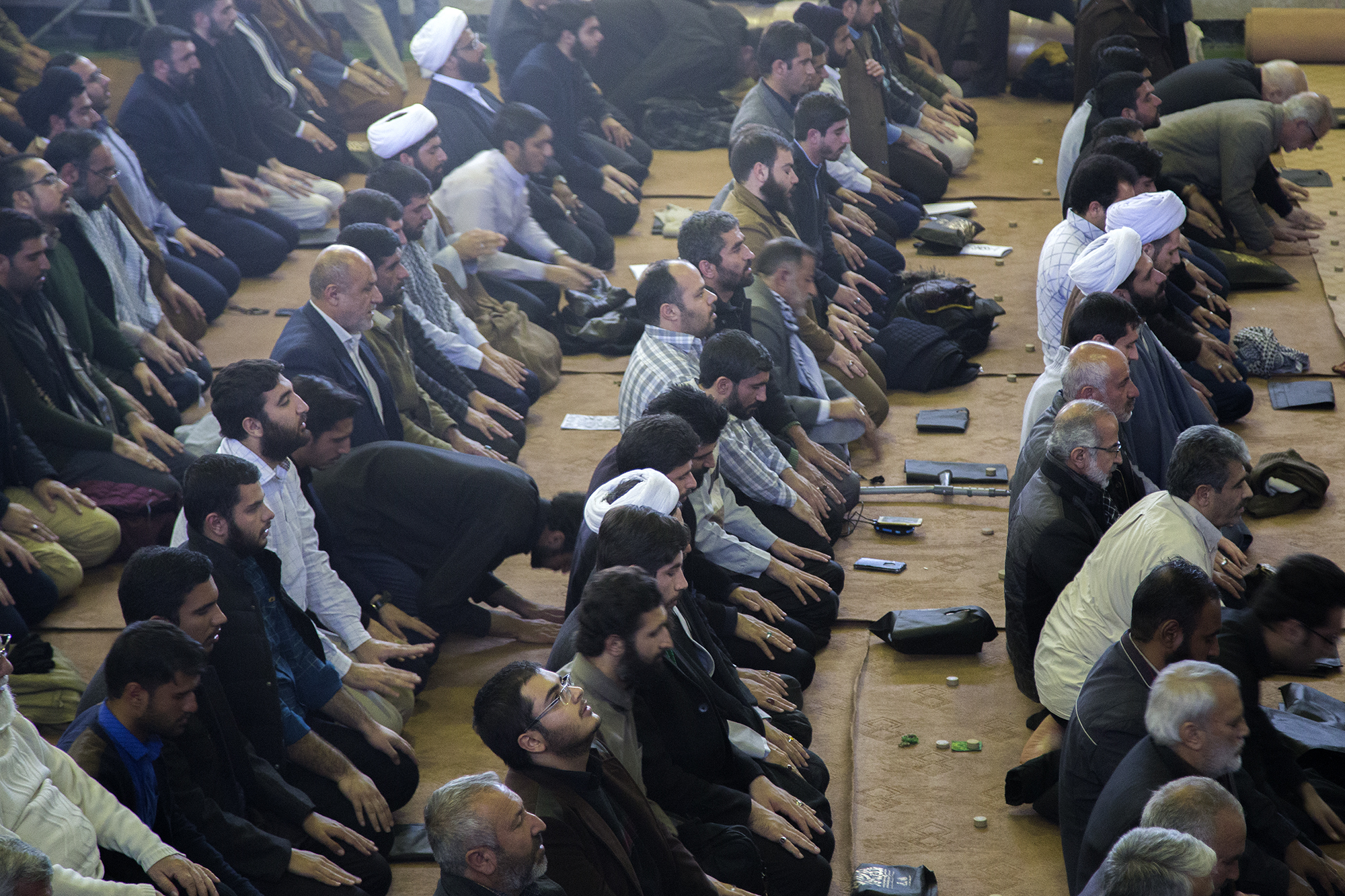
Umma, comunidad musulmana

Umma  (en árabe: أُمَّة‎, romanizado: 'umma, lit. 'Comunidad, nación') es el término utilizado en el Corán y también en la Constitución de Medina para designar a la comunidad musulmana. Etimológicamente proviene del árabe 'umma, que literalmente se traduce por la palabra “comunidad” según la Real Academia Española; aunque en la definición del término puntualiza: “Comunidad de los creyentes en el islam”. La descripción de sus propiedades, características y alcance teórico ha evolucionado a lo largo de la historia y continúa siendo objeto de estudio y debate por parte de investigadores del campo científico como de la teología. Actualmente el valor de estos estudios y sus resultados afectan las vidas de alrededor de mil ochocientos millones de personas devotas de la religión musulmana distribuidas por todo el planeta.
El concepto de umma nace con la prédica de Mahoma, en territorio de la península arábiga a principios del siglo VII de nuestra era. Algunos autores lo sitúan en el año 632 concretamente en el último sermón a su regreso a La Meca, conocido como “Peregrinación final.” Esta idea provocará una transformación sustancial de los lazos de identidad que regían en las tribus árabes preislámicas, ligadas mayoritariamente por razones de parentesco o acuerdos políticos entre clanes o jefes. Con Mahoma será la fe musulmana ese hilo de unión comunitario y excederá el ámbito etnográfico árabe, en aras de una expansión universal del mundo islámico.
El nacimiento de la umma por tanto, se dará en un marco histórico y social regido por la plurirreligiosidad de las tribus y habitantes de la antigua Arabia, en un contexto cultural influenciado por tradiciones religiosas con varios siglos de asentamiento en la región, como es el caso de las de origen persa y de las corrientes monoteístas judías y cristianas. La unificación política y religiosa que liderará el profeta Mahoma en la península y su posterior expansión por grandes extensiones de Asia, África y parte de Europa, intensificarán el interés de las escuelas coránicas y los estudiosos laicos por un mejor entendimiento de esta nueva comunidad o umma que sustenta una nueva fuerza civilizatoria.
La comunidad de creyentes del islam comprende a todos aquellos que profesan la religión islámica, independientemente de su nacionalidad, origen, sexo o condición social. La mayor parte de los eruditos optan por la visión más inclusiva de pertenencia al islam y así, normalmente, se considera que toda persona que pronuncie la shahada en las condiciones prescritas pasa a formar parte de la comunidad musulmana de creyentes.
Sin embargo, hubo y hay visiones que niegan dicha pertenencia a los pecadores más graves o a los pertenecientes a cualquier credo musulmán distinto al del interlocutor (suníes, chiíes, jariyíes).

## Fundamentos
La umma como comunidad musulmana es un concepto que en concordancia a la religión que la sustenta tiene vocación universal. Se expande y se proyecta sobre el plano político, económico y social. Forma parte de otras nociones que definen aspectos de los colectivos humanos (pueblo, nación, Estado, sociedad), sin llegar a confundirse con ellos. En tierras del Islam se considera la noción de "umma” como una verdadera substancia del alma musulmana. Un lazo que une a los creyentes más allá de territorios, naciones, etnias, etc.
El sustento ético-religioso de la umma se encuentra en los pilares del islam y en la existencia de una moral y un derecho común a todos los creyentes establecidos por el Corán y completados o precisados en la Sunna. El sustento político-económico también se interpreta desde los textos sagrados y parte de la convicción de que la umma se asienta en un mismo régimen político basado en el consenso general y la concertación abierta a todos sus miembros. En el plano económico se señala que la solidaridad debe regir la repartición de todos los bienes del mundo.
Esta interpretación de la umma es inseparable de otro concepto coránico, la asabiyyah, traducida como conciencia de solidaridad social. En la Edad Media el historiador y sociólogo Ibn Jaldún señaló diversas formas de asabiyyah, desde las que unen pequeños grupos tribales o urbanos hasta la que definió como la gran asabiyyah que une entre sí a todos los integrantes de la gran comunidad musulmana, la Umma. Según Ibn Jaldún, es en la fortaleza de la sabiyyah donde reside la fortaleza o al contrario la debilidad del Estado. Pues para los integrantes de la gran umma, los califas, jefes o dirigentes no son fuente de ley ni legitiman su poder más que en la medida que respeten las máximas del islam. Los súbditos no se siente solidarios más que entre ellos mismos, señala Ibn Jaldún: “la Umma está bajo la protección de la misma Umma.”

## La umma en el Corán
El término umma aparece mencionado 62 veces en el Corán pero no siempre con el mismo significado. Así lo acreditan diversos investigadores que señalan que a veces umma refiere a grupos étnicos, lingüísticos o religiosos sujetos al plan divino de salvación. Pero en otras ocasiones el término está ligado a un pequeño grupo dentro de una comunidad mayor de creyentes, mismo a una identidad o manera de ser de un grupo humano.